# البهراویان
ال ال بهراویان (به فرانسوی: Al Bahraoyine) یک منطقهٔ مسکونی در مراکش است که در طنجه تطوان واقع شده‌است.

## خصوصیات
ال ال بهراویان ۱۰٬۰۵۱ نفر جمعیت دارد.